# Sonata per a violí núm. 33 (Mozart)
La Sonata per a violí núm. 33 en mi bemoll major, K. 481, és una composició de Wolfgang Amadeus Mozart acabada a Viena el 12 de desembre del 1785. Fou publicada en solitari per Franz Anton Hoffmeister, un compositor i editor de música alemany a qui Mozart dedicà el seu Quartet de corda núm. 20 (K. 499). Encara que es desconeixen molts aspectes de la història d'aquesta sonata, es tracta d'una obra molt madura, escrita en el que podria considerar-se el període més prolífic en qualitat i quantitat de la producció mozartiana, període que coincideix amb els seus anys de vida a Viena.
Consta de tres moviments:
1. Molto allegro
2. Andante
3. Allegretto

Cadascun dels tres moviments posseeix la seva pròpia estructura diferenciada: el primer moviment està en forma sonata, tot i que apareixen tres grups temàtics clars en l'exposició, en lloc dels dos habituals; el segon està en forma rondó; el tercer, és una sèrie de variacions basades en un tema de vint compassos d'extensió.